# レスキュー (緩和医療)
レスキューとは、疼痛管理において、徐放製剤に追加して即効性の高い速放製剤を追加投与することである。突発性の痛みからの救出という意味でこう呼ばれる。常用の薬とは別の処方がされ、患者自身で管理される。経口のみならず、注射や坐剤の場合もある。レスキュードーズとはその服用量である。

## 概要
レスキューを経口で服用する場合は、速放性の薬を用いる。がんの疼痛を抑える場合、持続する痛みを1日中抑える目的の「基礎となる鎮痛薬」のみならず、突出痛（Breakthrough pain）に対する「臨時の速効性の鎮痛薬」を、患者の判断ですぐに服用できるよう、処方しておくことが大事である。突出痛が次々に押し寄せてくるような時期はもちろん、基礎的な鎮痛剤だけで痛みが緩和できている場合でも、いつ突出痛が来るかわからないので、別途処方による臨時の速効性の鎮痛薬は不可欠である。上手に利用するには、痛みが出始めたら早めに服用するようにすることである。特に侵害受容性疼痛が主な要因となる疼痛に対抗するために、長時間安定した鎮痛効果を発揮する製剤と、速効性の製剤の頓服を組み合わせる必要がある。

## 服用及び投与方法

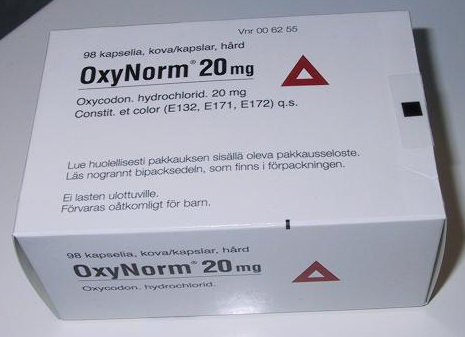
オキシコドンの速放剤オキノームのパッケージ。

適切にレスキューを服用するには、患者が服用しやすい剤形、そして有効かつ副作用のない用量が要となる。本来は常用薬がモルヒネならレスキューもモルヒネ、常用薬がオキシコドンならレスキューもオキシコドンが一般的である。異なる種類は換算による誤差が生じやすいからである。しかし、同系統であっても、レスキューに患者の苦手とする剤形しかなければ、異なる種類であっても飲みやすい剤形のものがいい。たとえば常用薬が錠剤だが、レスキューが散剤などで患者が飲みにくい場合には、異なる種類であっても、錠剤を投与した方がいい場合もある。ただ腎障害の場合はモルヒネ、コデインは使いにくい。また、低用量の場合は剤形を選べないこともあるので、オブラートを使って飲ませたり、ゼリーなどを使うこともある。
痛みが緩和せずに眠気や吐き気がない場合には、経口からのレスキューは1時間毎、注射などによるレスキューは、10～20分毎に使用できる。 
またレスキューは、いつでも使用できることができ、定時の薬の服用前でも、痛みが強くなれば用いることができ、空腹時に使用しても問題はない。レスキュー投与量は1日の投与量の6分の1を1回とする。しかし、高齢者や衰弱患者、腎機能悪化患者では、5～10パーセントを1回量とする方法がある。痛みに効果があり、副作用が問題にならない用量が基準である。
注射の場合には一時的に血中濃度が上昇するため、呼吸抑制に注意する必要がある。特に眠ったまま継続した場合にその可能性が高い。また、持続点滴などでもそうだが、経口と同じ方法でレスキューの分量を算出するのは危険であるとされ、このような場合には一定の投与速度で頓用を投与し、鎮痛が得られた時点で一時投与を中断し、その後に痛みが発現する時間帯から持続投与量を増量していく。持続静注や持続皮下注の場合は、点滴、早送り（注射による臨時投与）があり、点滴でレスキューを行う場合には、1日量の12分の1から10分の1を1回量として1時間程度で投与する。早送りでレスキューを行う場合には、1日量の24分の1(1時間分相当)を早送りする。また坐剤も選択できる。
常用薬の投与量が増えた場合は、レスキューも増やされるのが一般的だが、十分効いているのであればレスキューを無理に増やす必要はない。その逆に、レスキューが不足しているようであれば、レスキューのみを増量してもよい。常用とレスキューは別々に調整する。レスキューの第一の意義は、患者自身が突出痛に対処することで、苦痛を自力で回避することにある。これにより、患者に、主体的に治療に参加しているという体験をしてもらう。第二の意義は、レスキューの使用状況とその鎮痛効果が、痛みの指標になることである。また、レスキューの効果が得られる時間帯を患者に伝え、評価をしてもらう。たとえば、この薬は1時間ほどで効果が出ることになっているが、本当にその通りに効くかどうかといったことをチェックしてもらうのである。レスキューは予防的に取ることが大事だが、骨転移のような場合や神経症状が増悪傾向にある場合は、レスキューによる眠気などで骨折を起こす可能性もあるので、そのリスクの有無について医師に確認を取るとよい。

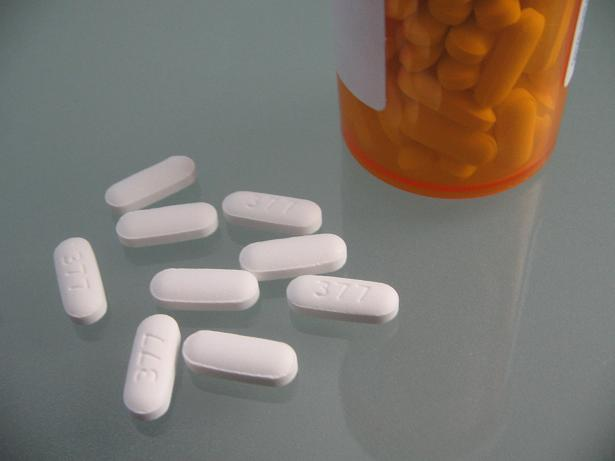
トラマドールの速放剤トラマール

「レスキュー」が「痛むときだけ使う頓用」と大きく異なるのは、1日あるいは数時間に必要としたレスキューの合計から、あとどのくらいの量の鎮痛薬が不足しているかを予測し、患者ごとに異なる適量を決められる点である。当初レスキューは「投薬初期において、定時鎮痛薬の不足を補い、それによって定時鎮痛薬の適正量を決定するための手段」と考えられていたが、最近ではそれに加え、いつ来るかわからない突出痛に対する、臨時の速効性鎮痛薬という意味合いが強くなっている。つまりレスキューは投薬初期のみならず、常に必要なものなのである。また突出痛に使用した場合、レスキュー分の翌日への上乗せ増量は、必ずしも必要ではない。
常用薬としてモルヒネ徐放剤のMSコンチンを使う場合は、レスキューを併用するのがいい。MSコンチンは12時間間隔で、投与量が少ないために、突発的な疼痛に対応できないからである。この場合は1日量の5分の1から6分の1のモルヒネ錠やモルヒネ散、またはモルヒネ液を臨時追加投与として使う。

## レスキューの効果とその判定時間
レスキューの効果は次の4つに大別される。
痛みがなく眠気もない場合　
効果が十分だが、動くと痛む場合には予防的に投与したり、補助具を導入したりする。
痛みはないが眠気がある場合　
レスキューが過剰であり、用量を検討すべき状態にある。
痛みがあって眠気がない場合　
レスキューが不足しており、用量の検討が必要である。
痛みがあって眠気がある場合　
効果が期待できないため、他の薬剤または対処方法を検討する。
|              | 薬剤                               | 最大効果時間            | 効果持続時間        |
| ------------ | ---------------------------------- | ----------------------- | ------------------- |
| モルヒネ     | モルヒネ末 モルヒネ錠 オプソ内服液 | 30-60分                 | 3-5時間             |
| オキシコドン | オキノーム錠                       | 30-60分                 | 4-6時間             |
| フェンタニル | イーフェンバッカル                 | 平均53分（20分－240分） | 2時間またはそれ以上 |